# 勒莫维尔
勒莫维尔（法語：Remauville，法語發音：[ʁəmovil] ⓘ）是法国塞纳-马恩省的一个市镇，属于枫丹白露区。

## 地理
勒莫维尔（48°12'49"N, 2°49'24"E）面积10.88 平方千米，位于法国法蘭西島大區塞纳-马恩省，该省份为法国北部内陆省份，北起瓦兹省，西接埃松省、马恩河谷省、塞纳-圣但尼省和瓦兹河谷省，南至卢瓦雷省，东南接约讷省，东临马恩省和奥布省，东北接埃纳省。
与勒莫维尔接壤的市镇（或旧市镇、城区）包括：尚特罗、洛雷勒博卡日-普雷欧、吕南河畔楠托、帕莱、波利尼。

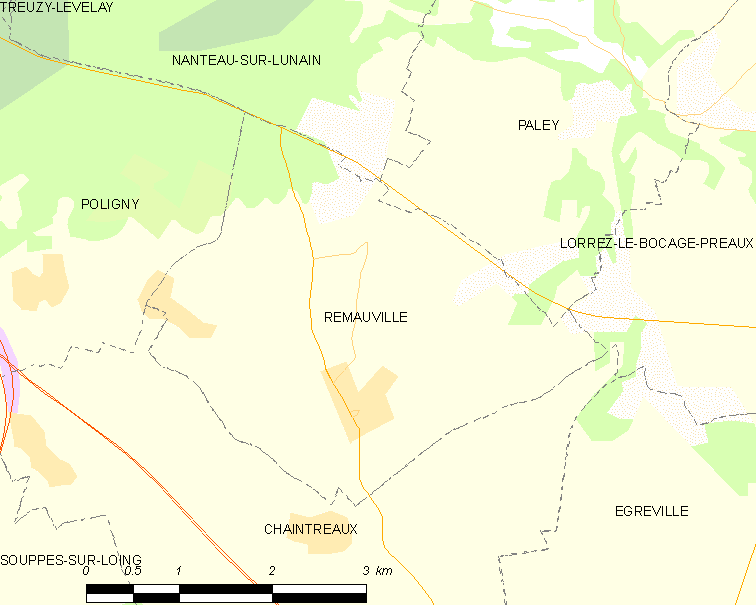
勒莫维尔的OSM定位图

勒莫维尔的时区为UTC+01:00、UTC+02:00（夏令时）。

## 行政
勒莫维尔的邮政编码为77710，INSEE市镇编码为77387。

## 政治
勒莫维尔所属的省级选区为讷穆尔县。

## 人口

1962-2008年间勒莫维尔人口变化图示

勒莫维尔于2022年1月1日时的人口数量为471人。